# Đội tuyển bóng đá quốc gia Thái Lan
Đội tuyển bóng đá quốc gia Thái Lan (tiếng Thái: ฟุตบอลทีมชาติไทย, RTGS: futbon thim chat thai, phát âm [fút.bɔ̄n tʰīːm t͡ɕʰâːt tʰāj]) là đội tuyển bóng đá đại diện cho Thái Lan do Hiệp hội bóng đá Thái Lan (FAT) quản lý. 
Ở cấp độ châu lục, Thái Lan đã có 8 lần tham dự Cúp bóng đá châu Á với thành tích tốt nhất là đạt hạng 3 vòng chung kết năm 1972, kỳ đầu tiên Thái Lan là chủ nhà đăng cai. Ngoài ra đội từng có 2 lần tham dự Olympic, 2 lần giành hạng tư ở ASIAD. Đội chưa bao giờ vượt qua vòng loại World Cup nhưng đã từng góp mặt ở vòng loại cuối cùng vào các năm 2002 và 2018. 
Là bá chủ các giải đấu thuộc khu vực Đông Nam Á, Thái Lan đang nắm giữ kỷ lục 7 lần giành ngôi vô địch khu vực Đông Nam Á và 9 lần vô địch SEA Games ở cấp độ đội tuyển quốc gia, nhiều hơn bất kỳ quốc gia Đông Nam Á nào khác. Với bề dày thành tích vượt trội so với các đối thủ khác trong khu vực, đây thường được xem là đội tuyển bóng đá mạnh nhất ở Đông Nam Á.

## Lịch sử

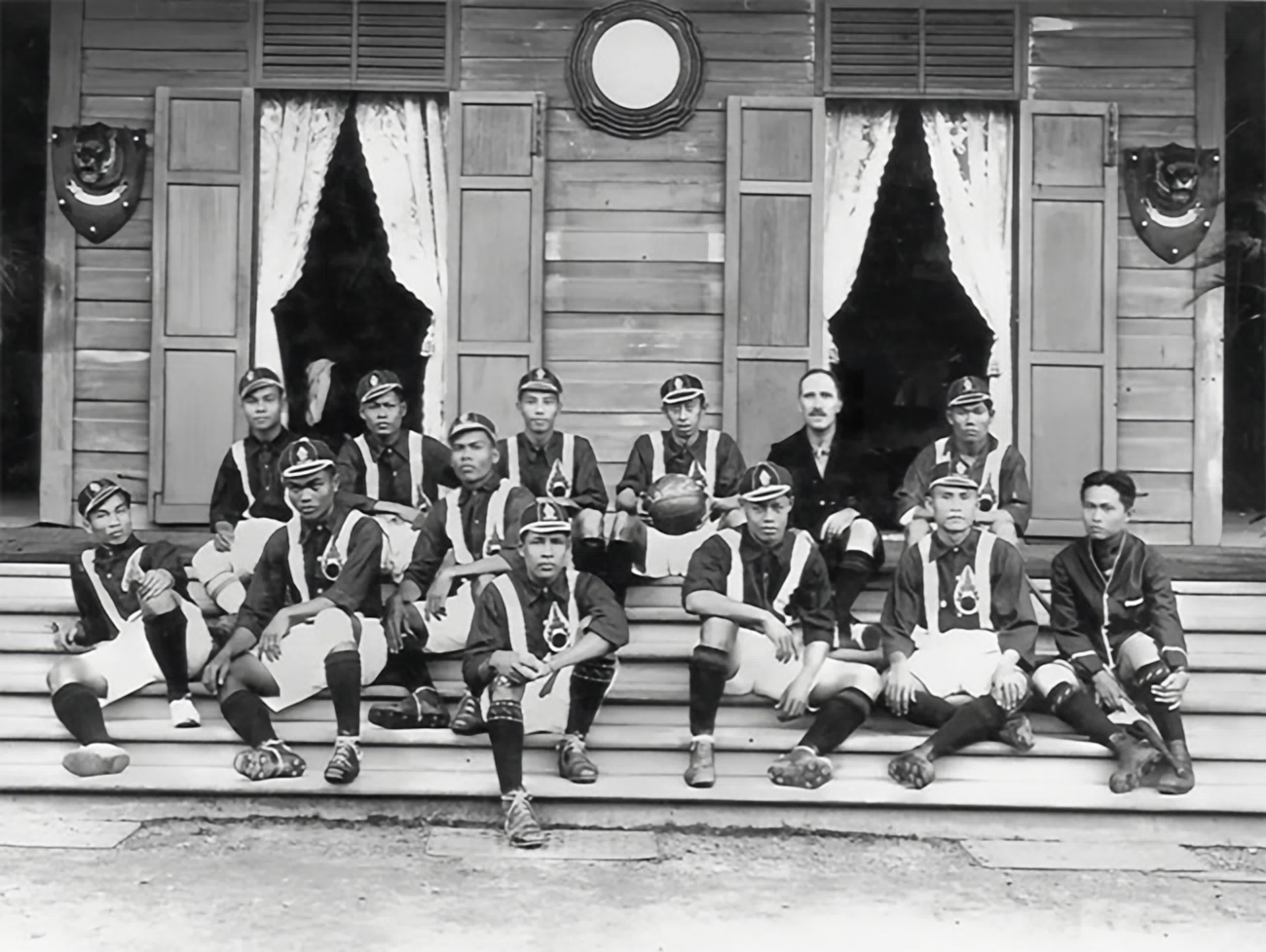
Đội tuyển bóng đá Thái Lan thời kỳ đầu.

Tuyển Thái Lan tiền thân là Đội tuyển bóng đá quốc gia Xiêm ra đời năm 1915 và có trận đấu đầu tiên vào ngày 20 tháng 12 năm 1915 gặp đội những người Âu sống tại Thái Lan, tổ chức tại sân vận động của câu lạc bộ thể thao Hoàng gia Trat. Vào ngày 25 tháng 4 năm 1916, Vua Vajiravudh Rama VI cho thành lập Hiệp hội bóng đá Xiêm. 
Năm 1930, đội nhận được lời mời sang Đông Dương thi đấu giao hữu với đội tuyển Đông Dương, một đội bóng tập hợp bởi các cầu thủ Nam Kỳ và một số cầu thủ người Pháp. Các trận đấu trong khuôn khổ giải giao hữu diễn ra từ ngày 14 cho đến ngày 20 tháng 4. Có người coi đây là trận đấu quốc tế không chính thức đầu tiên của đội. Vào năm 1949, nhà nước Xiêm đổi tên thành Thái Lan, hiệp hội và đội tuyển bóng đá Xiêm cũng theo đó đổi tên.
Năm 1956, Thái Lan tham dự giải đấu cấp độ thế giới đầu tiên khi có mặt tại Thế vận hội Mùa hè Melbourne 1956. Đội thua trận đầu tiên và cũng là duy nhất trước Liên hiệp Anh với tỉ số 0–9, thất bại nặng nề nhất trong lịch sử của đội, đồng thời mất cơ hội chơi trận tứ kết. 
Năm 1965, Thái Lan giành danh hiệu quốc tế đầu tiên khi đoạt huy chương vàng môn bóng đá tại Đại hội Thể thao Bán đảo Đông Nam Á 1965 tổ chức tại Kuala Lumpur. Từ đó đến kỳ đại hội năm 1999 (lần cuối cùng bóng đá tại đại hội dành cho đội tuyển quốc gia), đội có thêm 8 lần vô địch. Năm 1996, Thái Lan đăng quang danh hiệu AFF Cup đầu tiên tại Singapore và từ đó đến nay họ có thêm 6 lần giành chức vô địch, bên cạnh bốn lần về nhì. Là quốc gia có nhiều lần đăng quang nhất ở cả hai sân chơi khu vực SEA Games và AFF Cup, Thái Lan là đội tuyển bóng đá có bảng thành tích đồ sộ nhất ở Đông Nam Á.
Ở đấu trường châu lục, Thái Lan từng đạt hạng ba tại Cúp bóng đá châu Á 1972 khi là nước chủ nhà đăng cai vòng chung kết. Thái Lan cũng lần nữa là chủ nhà của một kỳ Asian Cup vào năm 2007 khi cùng đăng cai giải đấu với 3 quốc gia Đông Nam Á khác là Indonesia, Malaysia và Việt Nam. Giải năm ấy, đội dừng bước ở vòng bảng sau khi thua Úc 0-4 dù trước đó đã cầm hòa đội vô địch giải đấu Iraq 1-1 và đánh bại Oman 2-0. Thái Lan cũng từng hai lần giành hạng tư môn bóng đá ở ASIAD vào các năm 1994 và 1998, thời điểm mà đại hội thể thao cấp châu lục vẫn cho phép các đội tuyển quốc gia thi đấu.

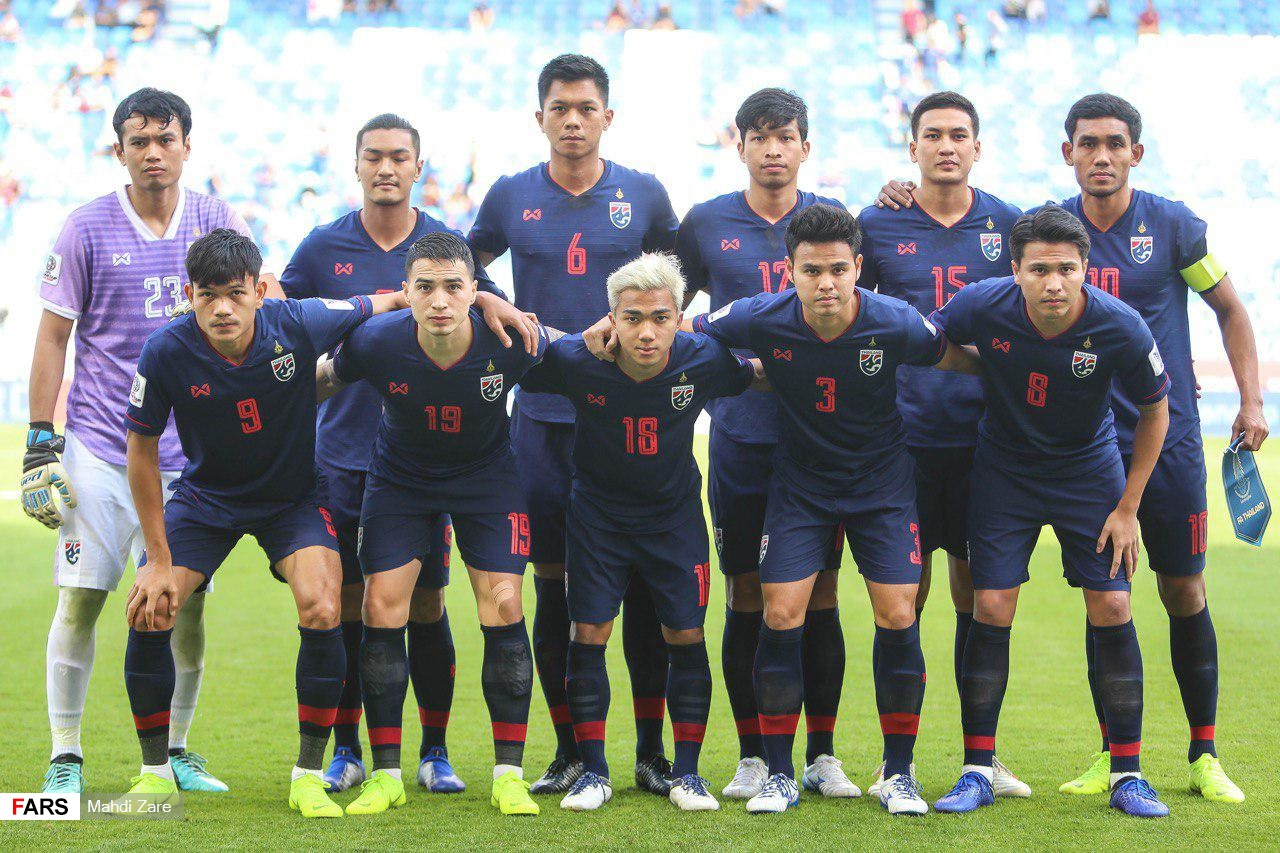
Đội tuyển Thái Lan trước trận gặp Bahrain tại Cúp bóng đá châu Á 2019.

Là thế lực thống trị Đông Nam Á nhưng tại các đấu trường rộng lớn hơn thì Thái Lan chưa có sự đột phá hay bước tiến nào đáng kể. Phải mất 47 năm kể từ năm 1972, họ mới có lần thứ hai vượt qua vòng bảng ở Cúp bóng đá châu Á 2019 và dừng bước trước Trung Quốc tại vòng 16 đội. Nhờ thành công trong việc lọt vào vòng đấu loại trực tiếp, đội đã nhận thưởng từ FAT và các nhà tài trợ ít nhất 25 triệu bạt.
Thái Lan từng hai lần lọt vào vòng đấu cuối cùng của vòng loại World Cup vào các năm 2002 và 2018 nhưng đều thất bại trong việc giành tấm vé dự vòng chung kết. Đội không thể thắng được trận nào ở cả hai lần lọt vào vòng loại cuối, trong khi có tổng cộng 6 trận hòa.

## Thống kê

### Giải đấu
| Giải vô địch thế giới | Giải vô địch thế giới    | Giải vô địch thế giới    | Giải vô địch thế giới    | Giải vô địch thế giới    | Giải vô địch thế giới    | Giải vô địch thế giới    | Giải vô địch thế giới    |
| Năm                   | Thành tích               | St                       | T                        | H                        | B                        | Bt                       | Bb                       |
| --------------------- | ------------------------ | ------------------------ | ------------------------ | ------------------------ | ------------------------ | ------------------------ | ------------------------ |
| 1930 đến 1970         | Không tham dự            | Không tham dự            | Không tham dự            | Không tham dự            | Không tham dự            | Không tham dự            | Không tham dự            |
| 1974 đến 2026         | Không vượt qua vòng loại | Không vượt qua vòng loại | Không vượt qua vòng loại | Không vượt qua vòng loại | Không vượt qua vòng loại | Không vượt qua vòng loại | Không vượt qua vòng loại |
| Tổng cộng             | -                        | -                        | -                        | -                        | -                        | -                        | -                        |

| Thế vận hội   | Thế vận hội              | Thế vận hội              | Thế vận hội              | Thế vận hội              | Thế vận hội              | Thế vận hội              | Thế vận hội              |
| Năm           | Thành tích               | St                       | T                        | H                        | B                        | Bt                       | Bb                       |
| ------------- | ------------------------ | ------------------------ | ------------------------ | ------------------------ | ------------------------ | ------------------------ | ------------------------ |
| 1900 đến 1952 | Không tham dự            | Không tham dự            | Không tham dự            | Không tham dự            | Không tham dự            | Không tham dự            | Không tham dự            |
| 1956          | Vòng 1                   | 1                        | 0                        | 0                        | 1                        | 0                        | 9                        |
| 1960 đến 1964 | Không vượt qua vòng loại | Không vượt qua vòng loại | Không vượt qua vòng loại | Không vượt qua vòng loại | Không vượt qua vòng loại | Không vượt qua vòng loại | Không vượt qua vòng loại |
| 1968          | Vòng 1                   | 3                        | 0                        | 0                        | 3                        | 1                        | 19                       |
| 1972          | Không vượt qua vòng loại | Không vượt qua vòng loại | Không vượt qua vòng loại | Không vượt qua vòng loại | Không vượt qua vòng loại | Không vượt qua vòng loại | Không vượt qua vòng loại |
| 1976 đến 1980 | Không tham dự            | Không tham dự            | Không tham dự            | Không tham dự            | Không tham dự            | Không tham dự            | Không tham dự            |
| 1984 đến 1988 | Không vượt qua vòng loại | Không vượt qua vòng loại | Không vượt qua vòng loại | Không vượt qua vòng loại | Không vượt qua vòng loại | Không vượt qua vòng loại | Không vượt qua vòng loại |
| Tổng cộng     | 2 lần vòng bảng          | 4                        | 0                        | 0                        | 4                        | 1                        | 28                       |

| Cúp châu Á    | Cúp châu Á         | Cúp châu Á         | Cúp châu Á         | Cúp châu Á         | Cúp châu Á         | Cúp châu Á         | Cúp châu Á         |
| Năm           | Thành tích         | St                 | T                  | H                  | B                  | Bt                 | Bb                 |
| ------------- | ------------------ | ------------------ | ------------------ | ------------------ | ------------------ | ------------------ | ------------------ |
| 1956 đến 1964 | Không tham dự      | Không tham dự      | Không tham dự      | Không tham dự      | Không tham dự      | Không tham dự      | Không tham dự      |
| 1968          | Loại từ vòng ngoài | Loại từ vòng ngoài | Loại từ vòng ngoài | Loại từ vòng ngoài | Loại từ vòng ngoài | Loại từ vòng ngoài | Loại từ vòng ngoài |
| 1972          | Hạng ba            | 5                  | 0                  | 3                  | 2                  | 6                  | 9                  |
| 1976          | Bỏ cuộc            | Bỏ cuộc            | Bỏ cuộc            | Bỏ cuộc            | Bỏ cuộc            | Bỏ cuộc            | Bỏ cuộc            |
| 1980 đến 1988 | Loại từ vòng ngoài | Loại từ vòng ngoài | Loại từ vòng ngoài | Loại từ vòng ngoài | Loại từ vòng ngoài | Loại từ vòng ngoài | Loại từ vòng ngoài |
| 1992          | Vòng 1             | 3                  | 0                  | 2                  | 1                  | 1                  | 5                  |
| 1996          | Vòng 1             | 3                  | 0                  | 0                  | 3                  | 2                  | 13                 |
| 2000          | Vòng 1             | 3                  | 0                  | 2                  | 1                  | 2                  | 4                  |
| 2004          | Vòng 1             | 3                  | 0                  | 0                  | 3                  | 1                  | 9                  |
| 2007          | Vòng 1             | 3                  | 1                  | 1                  | 1                  | 3                  | 5                  |
| 2011 đến 2015 | Loại từ vòng ngoài | Loại từ vòng ngoài | Loại từ vòng ngoài | Loại từ vòng ngoài | Loại từ vòng ngoài | Loại từ vòng ngoài | Loại từ vòng ngoài |
| 2019          | Vòng 2             | 4                  | 1                  | 1                  | 2                  | 4                  | 7                  |
| 2023          | Vòng 2             | 4                  | 1                  | 2                  | 1                  | 3                  | 2                  |
| Tổng cộng     | Hạng ba            | 28                 | 3                  | 11                 | 14                 | 22                 | 54                 |

| Á vận hội     | Á vận hội     | Á vận hội     | Á vận hội     | Á vận hội     | Á vận hội     | Á vận hội     | Á vận hội     |
| Năm           | Thành tích    | St            | T             | H             | B             | Bt            | Bb            |
| ------------- | ------------- | ------------- | ------------- | ------------- | ------------- | ------------- | ------------- |
| 1951 đến 1962 | Không tham dự | Không tham dự | Không tham dự | Không tham dự | Không tham dự | Không tham dự | Không tham dự |
| 1966          | Tứ kết        | 4             | 1             | 1             | 2             | 5             | 8             |
| 1970          | Tứ kết        | 4             | 1             | 2             | 1             | 6             | 6             |
| 1974          | Vòng 1        | 2             | 0             | 0             | 2             | 2             | 4             |
| 1978          | Vòng 2        | 5             | 2             | 0             | 3             | 6             | 12            |
| 1982          | Vòng 1        | 3             | 1             | 0             | 2             | 3             | 5             |
| 1986          | Vòng 1        | 4             | 1             | 1             | 2             | 8             | 4             |
| 1990          | Bán kết       | 6             | 3             | 1             | 2             | 5             | 3             |
| 1994          | Vòng 1        | 4             | 0             | 1             | 3             | 8             | 12            |
| 1998          | Bán kết       | 8             | 4             | 1             | 3             | 12            | 10            |
| Tổng cộng     | Bán kết       | 40            | 13            | 7             | 20            | 55            | 64            |

| Giải vô địch Đông Nam Á | Giải vô địch Đông Nam Á | Giải vô địch Đông Nam Á | Giải vô địch Đông Nam Á | Giải vô địch Đông Nam Á | Giải vô địch Đông Nam Á | Giải vô địch Đông Nam Á | Giải vô địch Đông Nam Á |
| Năm                     | Thành tích              | St                      | T                       | H                       | B                       | Bt                      | Bb                      |
| ----------------------- | ----------------------- | ----------------------- | ----------------------- | ----------------------- | ----------------------- | ----------------------- | ----------------------- |
| 1996                    | Vô địch                 | 6                       | 5                       | 1                       | 0                       | 18                      | 3                       |
| 1998                    | Hạng tư                 | 5                       | 2                       | 2                       | 1                       | 10                      | 10                      |
| 2000                    | Vô địch                 | 5                       | 5                       | 0                       | 0                       | 15                      | 3                       |
| 2002                    | Vô địch                 | 5                       | 2                       | 2                       | 1                       | 13                      | 7                       |
| 2004                    | Vòng 1                  | 4                       | 2                       | 1                       | 1                       | 13                      | 4                       |
| 2007                    | Á quân                  | 7                       | 3                       | 3                       | 1                       | 10                      | 4                       |
| 2008                    | Á quân                  | 7                       | 5                       | 1                       | 1                       | 15                      | 4                       |
| 2010                    | Vòng 1                  | 3                       | 0                       | 2                       | 1                       | 3                       | 4                       |
| 2012                    | Á quân                  | 7                       | 5                       | 1                       | 1                       | 14                      | 6                       |
| 2014                    | Vô địch                 | 7                       | 6                       | 1                       | 1                       | 17                      | 6                       |
| 2016                    | Vô địch                 | 7                       | 6                       | 0                       | 1                       | 12                      | 4                       |
| 2018                    | Bán kết                 | 6                       | 3                       | 3                       | 0                       | 17                      | 5                       |
| 2020                    | Vô địch                 | 8                       | 6                       | 2                       | 0                       | 18                      | 3                       |
| 2022                    | Vô địch                 | 8                       | 5                       | 2                       | 1                       | 19                      | 5                       |
| Tổng cộng               | 7 lần vô địch           | 85                      | 54                      | 21                      | 10                      | 195                     | 68                      |

| Đại hội Thể thao Đông Nam Á | Đại hội Thể thao Đông Nam Á | Đại hội Thể thao Đông Nam Á | Đại hội Thể thao Đông Nam Á | Đại hội Thể thao Đông Nam Á | Đại hội Thể thao Đông Nam Á | Đại hội Thể thao Đông Nam Á | Đại hội Thể thao Đông Nam Á |
| Năm                         | Thành tích                  | St                          | T                           | H                           | B                           | Bt                          | Bb                          |
| --------------------------- | --------------------------- | --------------------------- | --------------------------- | --------------------------- | --------------------------- | --------------------------- | --------------------------- |
| 1959                        | Á quân                      | 4                           | 2                           | 0                           | 2                           | 9                           | 10                          |
| 1961                        | Hạng ba                     | 3                           | 1                           | 2                           | 0                           | 7                           | 4                           |
| 1965                        | Vô địch                     | 3                           | 2                           | 1                           | 0                           | 6                           | 3                           |
| 1967                        | Hạng ba                     | 4                           | 2                           | 0                           | 2                           | 9                           | 8                           |
| 1969                        | Á quân                      | 3                           | 1                           | 1                           | 1                           | 4                           | 4                           |
| 1971                        | Hạng ba                     | 5                           | 1                           | 2                           | 2                           | 7                           | 8                           |
| 1973                        | Vòng 1                      | 2                           | 0                           | 1                           | 1                           | 1                           | 2                           |
| 1975                        | Vô địch                     | 3                           | 1                           | 2                           | 0                           | 5                           | 4                           |
| 1977                        | Á quân                      | 4                           | 1                           | 1                           | 2                           | 3                           | 6                           |
| 1979                        | Hạng ba                     | 5                           | 2                           | 2                           | 1                           | 6                           | 5                           |
| 1981                        | Vô địch                     | 4                           | 2                           | 2                           | 0                           | 9                           | 6                           |
| 1983                        | Vô địch                     | 5                           | 3                           | 1                           | 1                           | 10                          | 4                           |
| 1985                        | Vô địch                     | 4                           | 3                           | 1                           | 0                           | 17                          | 1                           |
| 1987                        | Hạng ba                     | 4                           | 2                           | 1                           | 1                           | 7                           | 3                           |
| 1989                        | Hạng tư                     | 4                           | 1                           | 2                           | 1                           | 5                           | 3                           |
| 1991                        | Á quân                      | 4                           | 2                           | 1                           | 1                           | 10                          | 2                           |
| 1993                        | Vô địch                     | 6                           | 6                           | 0                           | 0                           | 18                          | 6                           |
| 1995                        | Vô địch                     | 6                           | 5                           | 1                           | 0                           | 19                          | 2                           |
| 1997                        | Vô địch                     | 6                           | 4                           | 2                           | 0                           | 15                          | 3                           |
| 1999                        | Vô địch                     | 6                           | 5                           | 1                           | 0                           | 24                          | 1                           |
| Tổng cộng                   | 9 lần vô địch               | 85                          | 43                          | 24                          | 15                          | -                           | -                           |

### Cá nhân
Cầu thủ có tên in đậm vẫn còn thi đấu cho đội tuyển quốc gia. Tính đến ngày 30 tháng 1 năm 2024.

| #  | Tên cầu thủ                | Số trận | Bàn thắng | Thời gian thi đấu |
| -- | -------------------------- | ------- | --------- | ----------------- |
| 1  | Kiatisuk Senamuang         | 134     | 71        | 1993–2007         |
| 2  | Teerasil Dangda            | 127     | 64        | 2007–             |
| 3  | Totchtawan Sripan          | 110     | 19        | 1993–2009         |
| 4  | Theerathon Bunmathan       | 101     | 7         | 2010–             |
| 5  | Piyapong Pue-on            | 100     | 70        | 1981–1997         |
| 5  | Datsakorn Thonglao         | 100     | 11        | 2003–2017         |
| 7  | Dusit Chalermsan           | 96      | 14        | 1994–2004         |
| 8  | Niweat Siriwong            | 90      | 3         | 1997–2012         |
| 9  | Natee Thongsookkaew        | 87      | 1         | 1986–2000         |
| 10 | Surachai Jaturapattarapong | 86      | 7         | 1991–2002         |

| #  | Tên cầu thủ            | Bàn thắng | Số trận | Thời gian thi đấu |
| -- | ---------------------- | --------- | ------- | ----------------- |
| 1  | Kiatisuk Senamuang     | 71        | 134     | 1993–2007         |
| 2  | Piyapong Pue-on        | 70        | 100     | 1981–1997         |
| 3  | Teerasil Dangda        | 64        | 127     | 2007–             |
| 4  | Sarayuth Chaikamdee    | 31        | 49      | 2003–2011         |
| 5  | Vithoon Kijmongkolsak  | 29        | 84      | 1985–1995         |
| 6  | Daoyod Dara            | 28        | 70      | 1975–1986         |
| 6  | Worrawoot Srimaka      | 28        | 63      | 1995–2003         |
| 6  | Niwat Srisawat         | 28        | 85      | 1967–1979         |
| 9  | Jedsada Na Phatthalung | 27        | 79      | 1971–1981         |
| 10 | Chalor Hongkajorn      | 25        | 67      | 1979–1987         |
| 10 | Netipong Srithong-In   | 25        | 55      | 1995–1997         |
| 10 | Suttha Sudsa-ard       | 25        | 51      | 1978–1988         |

### Đồng phục
Vào thời kỳ tiền khởi, đồng phục đội tuyển Thái Lan chủ yếu là bộ trang phục toàn màu đỏ.

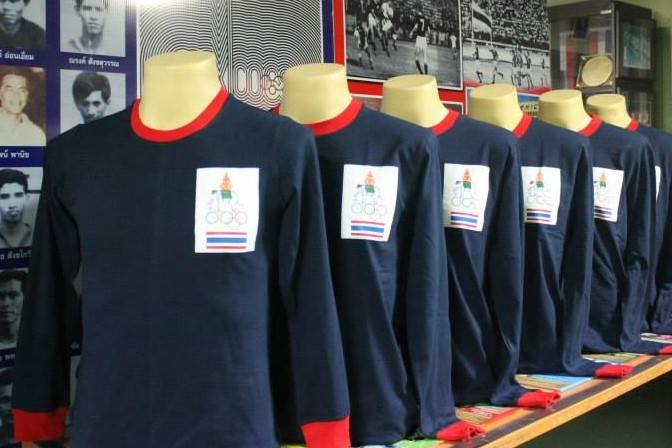
Áo đấu của đội tại Olympic 1968.

Đội từng chơi bằng các trang phục tạo bởi nhà thiết kế bản xứ FBT cho tới tháng 6 năm 2007. Tháng 7 cùng năm, Nike trở thành nhà cung mới, và từ tháng 10, đội chơi với trang phục toàn màu vàng để mừng sinh nhật thứ 80 của quốc vương Rama IX. Đội đã chơi trong màu áo này khi thi đấu giao hữu với Trung Quốc và Qatar.
Áo đấu màu vàng được tái sử dụng nhiều lần, gần nhất là tại King's Cup 2019 và trận chung kết bóng đá nam SEA Games 31 với màu áo vàng và quần trắng tất trắng được cho là phối màu yêu thích của nhà vua Rama X.

Thế chân Nike trong giai đoạn suốt từ năm 2012 đến 2016 là nhãn hiệu Thái Grand Sport với bản hợp đồng trị giá 96 triệu bạt (3.1 triệu đô Mỹ).
Tháng 9 năm 2016, đội tuyển Thái Lan ký bản hợp đồng hợp tác 4 năm với một hãng bản địa khác, Warrix Sports. Đầu năm 2017, Warrix trình làng bộ trang phục mới với hai màu toàn đen và trắng (màu để tang truyền thống) lần lượt cho sân nhà và sân khách để tưởng nhớ vua Rama IX một năm sau ngày băng hà. Đầu năm 2018, Warrix cho ra mắt bộ ba trang phục gồm toàn xanh, toàn đỏ và đen trắng thì đến cuối năm đã lại giới thiệu bộ ba mới lần lượt là xanh tím đậm, đỏ, và trắng để phục vụ đội tuyển ở Asian Cup 2019.

## Thành tích

### Châu lục
- Cúp bóng đá châu Á
  - Hạng ba (1): 1972
- Đại hội Thể thao châu Á
  - Hạng tư (2): 1990, 1998

### Khu vực
- Giải vô địch bóng đá Đông Nam Á
  - Vô địch (7): 1996, 2000, 2002, 2014, 2016, 2020, 2022
  - Á quân (4): 2007, 2008, 2012, 2024
- Sea Games:
  - Huy chương vàng (16): 1965*, 1975, 1981, 1983, 1985, 1993, 1995, 1997, 1999
  - Huy chương bạc (4): 1959, 1969, 1977, 1991
  - Huy chương đồng (5): 1961, 1967, 1971, 1979, 1987

### Giao hữu
- King's Cup
  - Vô địch (15): 1976*, 1979, 1980*, 1981, 1982, 1984, 1989, 1990, 1992, 1994, 2000, 2006, 2007, 2016, 2017
  - Á quân (12): 1970, 1971, 1972, 1974, 1993, 1997, 2002, 2004, 2009, 2015, 2018, 2023
  - Hạng ba (12): 1968, 1973, 1986, 1987, 1988, 1989, 1996, 1999, 2001, 2003, 2013*, 2022
- Cúp Trung Quốc
  - Á quân (1): 2019
- Indonesian Independence Cup
  - Vô địch (1): 1994
- Cúp Hàn Quốc
  - Hạng ba (1): 1977*
  - Hạng tư (1): 1980
- VFF Cup
  - Vô địch (2): 2006, 2008
- Nehru Cup
  - Hạng ba (1): 1995
- Giải Tam hùng Đài Loan
  - Vô địch (1): 1971
- Giải Tứ hùng Đông Dương
  - Vô địch (1): 1989
- Brunei Games
  - Vô địch (1): 1990
  - Ghi chú:

*ngôi vị được chia đều cho cả 2.

## Đội ngũ

### Ban huấn luyện
| Tên             | Vai trò                       |
| --------------- | ----------------------------- |
| Ishii Masatada  | Huấn luyện viên trưởng        |
| Nojima Ryōhei   | Trợ lý huấn luyện viên trưởng |
| Terasaki Haruki | Chuyên gia phân tích trận đấu |
| Furukibe Yūki   | Huấn luyện viên thủ môn       |
| Itō Chōjirō     | Huấn luyện viên thể lực       |

### Cầu thủ
Danh sách 26 cầu thủ được triệu tập cho Giải vô địch bóng đá ASEAN 2024.
Số lần ra sân và số bàn thắng được cập nhật ngày 5 tháng 1 năm 2025 sau trận đấu với  Việt Nam.
| Số | VT | Cầu thủ                           | Ngày sinh (tuổi)  | Trận | Bàn | Câu lạc bộ                 |
| -- | -- | --------------------------------- | ----------------- | ---- | --- | -------------------------- |
| 1  | TM | Patiwat Khammai                   | 24 tháng 12, 1994 | 22   | 0   | Bangkok United             |
| 20 | TM | Kampol Pathomakkakul              | 27 tháng 7, 1992  | 11   | 0   | Ratchaburi                 |
| 23 | TM | Korrakot Pipatnadda               | 15 tháng 7, 1999  | 2    | 0   | Rayong                     |
|    |    |                                   |                   |      |     |                            |
| 2  | HV | James Beresford                   | 17 tháng 4, 2002  | 4    | 0   | Uthai Thani                |
| 3  | HV | Pansa Hemviboon                   | 8 tháng 7, 1990   | 53   | 6   | Buriram United             |
| 4  | HV | Jonathan Khemdee                  | 9 tháng 5, 2002   | 9    | 0   | Ratchaburi                 |
| 5  | HV | Chalermsak Aukkee                 | 25 tháng 8, 1994  | 13   | 2   | Port                       |
| 6  | HV | Thitathorn Aksornsri              | 8 tháng 11, 1997  | 8    | 0   | Uthai Thani                |
| 12 | HV | Nicholas Mickelson                | 24 tháng 7, 1999  | 23   | 2   | OB                         |
| 15 | HV | Saringkan Promsupa                | 29 tháng 3, 1997  | 4    | 0   | Sukhothai                  |
| 21 | HV | Suphanan Bureerat                 | 10 tháng 10, 1993 | 30   | 2   | Port                       |
| 24 | HV | Apisit Sorada                     | 28 tháng 2, 1997  | 3    | 0   | Ratchaburi                 |
| 26 | HV | Kritsada Nontharat                | 16 tháng 2, 2001  | 0    | 0   | Bangkok United             |
|    |    |                                   |                   |      |     |                            |
| 7  | TV | Supachok Sarachat                 | 22 tháng 5, 1998  | 40   | 10  | Hokkaido Consadole Sapporo |
| 8  | TV | Peeradol Chamrasamee (đội trưởng) | 15 tháng 9, 1992  | 32   | 4   | Port                       |
| 11 | TV | Anan Yodsangwal                   | 9 tháng 7, 2001   | 8    | 0   | Lamphun Warriors           |
| 13 | TV | Ben Davis                         | 24 tháng 11, 2000 | 5    | 3   | Uthai Thani                |
| 16 | TV | Akarapong Pumwisat                | 23 tháng 11, 1995 | 9    | 2   | Lamphun Warriors           |
| 17 | TV | Ekanit Panya                      | 21 tháng 10, 1999 | 27   | 2   | Ehime FC                   |
| 18 | TV | Weerathep Pomphan                 | 19 tháng 9, 1996  | 44   | 0   | Bangkok United             |
| 19 | TV | William Weidersjö                 | 10 tháng 6, 2001  | 12   | 0   | Uthai Thani                |
| 22 | TV | Worachit Kanitsribampen           | 24 tháng 8, 1997  | 28   | 2   | Port                       |
| 25 | TV | Seksan Ratree                     | 14 tháng 3, 2003  | 10   | 3   | Buriram United             |
|    |    |                                   |                   |      |     |                            |
| 9  | TĐ | Patrik Gustavsson                 | 19 tháng 4, 2001  | 9    | 5   | BG Pathum United           |
| 10 | TĐ | Suphanat Mueanta                  | 2 tháng 8, 2002   | 34   | 15  | Buriram United             |
| 14 | TĐ | Teerasak Poeiphimai               | 21 tháng 9, 2002  | 17   | 3   | Port                       |

### Triệu tập gần đây
| Vt | Cầu thủ                       | Ngày sinh (tuổi)  | Số trận | Bt | Câu lạc bộ        | Lần cuối triệu tập                    |
| -- | ----------------------------- | ----------------- | ------- | -- | ----------------- | ------------------------------------- |
| TM | Saranon Anuin                 | 24 tháng 3, 1994  | 3       | 0  | BG Pathum United  | v. Lào, 17 tháng 11 năm 2024          |
| TM | Chirawat Wangthaphan          | 26 tháng 7, 1998  | 0       | 0  | Khonkaen United   | v. Lào, 17 tháng 11 năm 2024          |
| TM | Somporn Yos                   | 23 tháng 6, 1993  | 0       | 0  | Port              | v. Singapore, 11 tháng 6 năm 2024     |
| TM | Boonyakait Wongsajaem         | 29 tháng 6, 1994  | 0       | 0  | Uthai Thani       | v. Hàn Quốc, 26 tháng 3 năm 2024      |
|    |                               |                   |         |    |                   |                                       |
| HV | Elias Dolah                   | 24 tháng 4, 1993  | 21      | 1  | Bali United       | v. Lào, 17 tháng 11 năm 2024          |
| HV | Suphan Thongsong              | 26 tháng 8, 1994  | 18      | 0  | Bangkok United    | v. Lào, 17 tháng 11 năm 2024          |
| HV | Nitipong Selanon              | 25 tháng 5, 1993  | 8       | 0  | Bangkok United    | v. Lào, 17 tháng 11 năm 2024          |
| HV | Wanchai Jarunongkran          | 18 tháng 12, 1996 | 2       | 0  | Bangkok United    | v. Lào, 17 tháng 11 năm 2024          |
| HV | Kevin Deeromram               | 11 tháng 9, 1997  | 4       | 0  | Port              | v. Liban 14 tháng 11 năm 2024 INJ     |
| HV | Sasalak Haiprakhon            | 8 tháng 1, 1996   | 26      | 0  | Buriram United    | Cúp Nhà vua Thái Lan 2024             |
| HV | Songwut Kraikruan             | 11 tháng 6, 2001  | 0       | 0  | Muangthong United | Cúp Nhà vua Thái Lan 2024             |
| HV | Chaiyawat Buran               | 26 tháng 10, 1996 | 2       | 0  | Port              | v. Việt Nam, 10 tháng 9 năm 2024      |
| HV | Waris Choolthong              | 8 tháng 1, 2004   | 0       | 0  | BG Pathum United  | v. Việt Nam, 10 tháng 9 năm 2024      |
| HV | Theerathon Bunmathan          | 6 tháng 2, 1990   | 105     | 7  | Buriram United    | v. Singapore, 11 tháng 6 năm 2024     |
| HV | Santiphap Channgom            | 23 tháng 9, 1996  | 4       | 0  | BG Pathum United  | v. Singapore, 11 tháng 6 năm 2024     |
| HV | Jakkapan Praisuwan            | 16 tháng 8, 1994  | 12      | 1  | BG Pathum United  | Cúp bóng đá châu Á 2023               |
|    |                               |                   |         |    |                   |                                       |
| TV | Rungrath Poomchantuek         | 5 tháng 1, 1992   | 9       | 0  | Bangkok United    | v. Lào, 17 tháng 11 năm 2024          |
| TV | Chitsanupong Choti            | 29 tháng 9, 2001  | 1       | 0  | Khon Kaen United  | v. Lào, 17 tháng 11 năm 2024          |
| TV | Chanathip Songkrasin          | 5 tháng 10, 1993  | 68      | 14 | BG Pathum United  | Cúp Nhà vua Thái Lan 2024             |
| TV | Jaroensak Wonggorn            | 18 tháng 5, 1997  | 17      | 1  | BG Pathum United  | Cúp Nhà vua Thái Lan 2024             |
| TV | Channarong Promsrikaew        | 17 tháng 4, 2001  | 16      | 1  | Chonburi          | Cúp Nhà vua Thái Lan 2024             |
| TV | Kakana Khamyok                | 21 tháng 5, 2004  | 1       | 0  | Muangthong United | Cúp Nhà vua Thái Lan 2024             |
| TV | Sarach Yooyen                 | 30 tháng 5, 1992  | 83      | 6  | Renofa Yamaguchi  | v. Singapore, 11 tháng 6 năm 2024     |
| TV | Tanaboon Kesarat              | 21 tháng 9, 1993  | 55      | 1  | Port              | v. Singapore, 11 tháng 6 năm 2024     |
| TV | Kritsada Kaman                | 18 tháng 3, 1999  | 34      | 0  | BG Pathum United  | v. Singapore, 11 tháng 6 năm 2024     |
| TV | Airfan Doloh                  | 26 tháng 1, 2001  | 1       | 0  | BG Pathum United  | v. Singapore, 11 tháng 6 năm 2024     |
| TV | Bordin Phala                  | 20 tháng 12, 1994 | 41      | 6  | Port              | v. Trung Quốc, 6 tháng 6 năm 2024 INJ |
| TV | Pokklaw Anan                  | 4 tháng 3, 1991   | 47      | 6  | Bangkok United    | v. Hàn Quốc, 26 tháng 3 năm 2024      |
| TV | Pathompol Charoenrattanapirom | 21 tháng 4, 1994  | 24      | 1  | Port              | Cúp bóng đá châu Á 2023               |
| TV | Picha Autra                   | 7 tháng 1, 1996   | 9       | 0  | Muangthong United | Cúp bóng đá châu Á 2023               |
|    |                               |                   |         |    |                   |                                       |
| TĐ | Phanthamit Praphanth          | 12 tháng 11, 2003 | 1       | 0  | PT Prachuap       | v. Lào, 17 tháng 11 năm 2024          |
| TĐ | Supachai Chaided              | 1 tháng 12, 1998  | 41      | 7  | Buriram United    | Cúp Nhà vua Thái Lan 2024             |
| TĐ | Poramet Arjvirai              | 20 tháng 7, 1998  | 14      | 2  | Muangthong United | Cúp Nhà vua Thái Lan 2024             |
| TĐ | Korawich Tasa                 | 7 tháng 4, 2000   | 1       | 0  | Muangthong United | v. Việt Nam, 10 tháng 9 năm 2024      |
| TĐ | Teerasil Dangda               | 6 tháng 6, 1988   | 128     | 64 | BG Pathum United  | v. Singapore, 11 tháng 6 năm 2024     |

Chú thích
- INJ Rút lui vì chấn thương.
- SUS Bị cấm lên tuyển.
- PRE Chỉ nằm trong danh sách sơ bộ.

## Đối đầu
- Dữ liệu được tính từ ngày 1 tháng 1 năm 2022 (trước trận đấu với đội tuyển Indonesia)

| Đối đầu với        | Lần đầu năm | Gần nhất năm | Số trận | Thắng | Hòa | Thua | Bàn thắng | Bàn bại | Hiệu số |
| ------------------ | ----------- | ------------ | ------- | ----- | --- | ---- | --------- | ------- | ------- |
| Afghanistan        | 2015        | 2015         | 1       | 1     | 0   | 0    | 2         | 0       | +2      |
| Úc                 | 1982        | 2017         | 7       | 0     | 1   | 6    | 4         | 17      | −13     |
| Bahrain            | 1980        | 2019         | 8       | 2     | 4   | 2    | 8         | 9       | −1      |
| Bangladesh         | 1973        | 2012         | 14      | 9     | 3   | 2    | 29        | 11      | +18     |
| Belarus            | 2017        | 2017         | 1       | 0     | 1   | 0    | 0         | 0       | 0       |
| Bhutan             | 2012        | 2012         | 1       | 1     | 0   | 0    | 5         | 0       | +5      |
| Brasil             | 2000        | 2000         | 1       | 0     | 0   | 1    | 0         | 7       | −7      |
| Brunei             | 1971        | 1997         | 7       | 6     | 1   | 0    | 33        | 5       | +28     |
| Bulgaria           | 1968        | 1996         | 2       | 0     | 0   | 2    | 0         | 13      | −13     |
| Campuchia          | 1957        | 1997         | 15      | 8     | 5   | 2    | 36        | 17      | +19     |
| Cameroon           | 2015        | 2015         | 1       | 0     | 0   | 1    | 2         | 3       | −1      |
| Cộng hòa Congo     | 2019        | 2019         | 1       | 0     | 0   | 1    | 2         | 3       | −1      |
| Trung Quốc         | 2019        | 2019         | 1       | 0     | 1   | 0    | 1         | 1       | 0       |
| Đài Bắc Trung Hoa  | 1963        | 2015         | 9       | 4     | 1   | 4    | 16        | 16      | 0       |
| Séc                | 1968        | 1968         | 1       | 0     | 0   | 1    | 0         | 8       | −8      |
| Đan Mạch           | 2009        | 2010         | 2       | 0     | 1   | 1    | 2         | 5       | −3      |
| Ai Cập             | 1998        | 1998         | 1       | 0     | 1   | 0    | 1         | 1       | 0       |
| Estonia            | 2000        | 2004         | 2       | 1     | 1   | 0    | 2         | 1       | +1      |
| Phần Lan           | 1996        | 2000         | 4       | 3     | 1   | 0    | 11        | 3       | +8      |
| Gabon              | 2018        | 2018         | 1       | 0     | 1   | 0    | 0         | 0       | 0       |
| Đức                | 2004        | 2004         | 1       | 0     | 0   | 1    | 1         | 5       | −4      |
| Ghana              | 1982        | 1983         | 2       | 0     | 0   | 2    | 2         | 6       | −4      |
| Guatemala          | 1968        | 1968         | 1       | 0     | 0   | 1    | 1         | 4       | −3      |
| Hồng Kông          | 1961        | 2018         | 26      | 9     | 6   | 11   | 39        | 33      | +6      |
| Ấn Độ              | 1962        | 2019         | 23      | 11    | 6   | 6    | 37        | 26      | +11     |
| Indonesia          | 1957        | 2019         | 68      | 32    | 17  | 18   | 121       | 80      | +41     |
| Iran               | 1972        | 2013         | 14      | 0     | 3   | 11   | 5         | 32      | −27     |
| Iraq               | 1972        | 2017         | 17      | 2     | 5   | 10   | 18        | 45      | −27     |
| Israel             | 1973        | 1973         | 1       | 0     | 0   | 1    | 0         | 6       | −6      |
| Nhật Bản           | 1962        | 2017         | 19      | 1     | 3   | 15   | 11        | 49      | −38     |
| Jordan             | 2004        | 2016         | 7       | 1     | 5   | 1    | 4         | 3       | +1      |
| Kazakhstan         | 1998        | 2006         | 4       | 2     | 2   | 0    | 5         | 3       | +2      |
| Kenya              | 1990        | 2017         | 2       | 2     | 0   | 0    | 3         | 1       | +2      |
| Kuwait             | 1972        | 2014         | 12      | 4     | 1   | 7    | 18        | 30      | −12     |
| Kyrgyzstan         | 2001        | 2001         | 1       | 1     | 0   | 0    | 3         | 1       | +2      |
| Lào                | 1961        | 2010         | 12      | 10    | 1   | 1    | 45        | 14      | +31     |
| Latvia             | 2005        | 2005         | 1       | 0     | 1   | 0    | 1         | 1       | 0       |
| Liban              | 1998        | 2014         | 7       | 3     | 2   | 2    | 12        | 15      | −3      |
| Liberia            | 1984        | 1984         | 1       | 0     | 0   | 1    | 1         | 2       | −1      |
| Libya              | 1977        | 1977         | 1       | 0     | 1   | 0    | 2         | 2       | 0       |
| Liechtenstein      | 1981        | 1981         | 1       | 1     | 0   | 0    | 2         | 0       | +2      |
| Luxembourg         | 1980        | 1980         | 1       | 0     | 0   | 1    | 0         | 1       | −1      |
| Ma Cao             | 2007        | 2007         | 2       | 2     | 0   | 0    | 13        | 2       | +11     |
| Malaysia           | 1959        | 2019         | 97      | 29    | 31  | 37   | 136       | 140     | −4      |
| Maldives           | 1996        | 2012         | 3       | 3     | 0   | 0    | 19        | 0       | +19     |
| Malta              | 1981        | 1981         | 1       | 0     | 0   | 1    | 0         | 2       | −2      |
| Maroc              | 1980        | 1980         | 1       | 0     | 0   | 1    | 1         | 2       | −1      |
| Myanmar            | 1957        | 2017         | 48      | 20    | 14  | 14   | 89        | 62      | +27     |
| Nepal              | 1982        | 2008         | 3       | 3     | 0   | 0    | 12        | 1       | +11     |
| Hà Lan             | 2007        | 2007         | 1       | 0     | 0   | 1    | 1         | 3       | −2      |
| New Zealand        | 1976        | 2014         | 5       | 2     | 2   | 1    | 9         | 7       | +2      |
| Nigeria            | 1983        | 1983         | 1       | 0     | 1   | 0    | 0         | 0       | 0       |
| Bắc Ireland        | 1997        | 1997         | 1       | 0     | 1   | 0    | 0         | 0       | 0       |
| CHDCND Triều Tiên  | 1978        | 2017         | 20      | 5     | 4   | 11   | 18        | 32      | −14     |
| Na Uy              | 1965        | 2012         | 2       | 0     | 0   | 2    | 0         | 8       | −8      |
| Oman               | 1986        | 2019         | 10      | 4     | 1   | 5    | 10        | 9       | +1      |
| Pakistan           | 1960        | 2001         | 5       | 4     | 0   | 1    | 16        | 7       | +9      |
| Palestine          | 2011        | 2011         | 2       | 1     | 1   | 0    | 3         | 2       | +1      |
| Papua New Guinea   | 1984        | 1984         | 1       | 0     | 0   | 1    | 1         | 4       | −3      |
| Philippines        | 1971        | 2018         | 21      | 17    | 2   | 2    | 65        | 10      | +55     |
| Ba Lan             | 2010        | 2010         | 1       | 0     | 0   | 1    | 1         | 3       | −2      |
| Qatar              | 1992        | 2016         | 11      | 4     | 3   | 4    | 15        | 15      | 0       |
| Ả Rập Xê Út        | 1982        | 2017         | 16      | 1     | 1   | 14   | 9         | 42      | −33     |
| Singapore          | 1957        | 2018         | 62      | 33    | 17  | 12   | 107       | 62      | +45     |
| Slovakia           | 2004        | 2018         | 2       | 0     | 1   | 1    | 3         | 4       | –1      |
| Nam Phi            | 2010        | 2010         | 1       | 0     | 0   | 1    | 0         | 4       | −4      |
| Hàn Quốc           | 1961        | 2016         | 61      | 8     | 12  | 41   | 43        | 120     | −77     |
| Sri Lanka          | 1979        | 2001         | 5       | 5     | 0   | 0    | 15        | 2       | +13     |
| Thụy Điển          | 1962        | 2003         | 5       | 0     | 1   | 4    | 4         | 13      | −9      |
| Syria              | 1978        | 2016         | 5       | 3     | 2   | 0    | 12        | 7       | +5      |
| Tajikistan         | 2003        | 2003         | 2       | 1     | 0   | 1    | 1         | 1       | 0       |
| Đông Timor         | 2004        | 2018         | 2       | 2     | 0   | 0    | 15        | 0       | +15     |
| Trinidad và Tobago | 2003        | 2018         | 2       | 2     | 0   | 0    | 4         | 2       | +2      |
| Turkmenistan       | 1998        | 1998         | 1       | 0     | 1   | 0    | 3         | 3       | 0       |
| UAE                | 1986        | 2019         | 11      | 2     | 3   | 6    | 11        | 16      | −5      |
| Hoa Kỳ             | 1987        | 1987         | 1       | 0     | 0   | 1    | 0         | 1       | −1      |
| Uruguay            | 2019        | 2019         | 1       | 0     | 0   | 1    | 0         | 4       | −4      |
| Uzbekistan         | 1994        | 2017         | 8       | 5     | 0   | 3    | 18        | 15      | +3      |
| Việt Nam           | 1957        | 2019         | 62      | 19    | 9   | 14   | 62        | 48      | +24     |
| Yemen              | 1988        | 2007         | 6       | 2     | 4   | 0    | 9         | 5       | +4      |
| 80 quốc gia        | 1948        | 2019         | 782     | 290   | 184 | 308  | 1201      | 1179    | +22     |

## Lịch thi đấu

### 2023
| 4 tháng 1 năm 2023 Bảng A AFF Cup 2022 | Thái Lan                                    | 3–1 | Campuchia      | Pathum Thani, Thái Lan                                                    |  |
| 19:30 UTC+7                            | - Teerasil 45+2' (ph.đ.), 90' - Sumanya 50' |     | - Chanthea 68' | Sân vận động: Sân vận động Thammasat Trọng tài: Omar Mohamed Al Ali (UAE) |  |

| 7 tháng 1 năm 2023 Bán kết lượt đi AFF Cup 2022 | Malaysia     | 1–0      | Thái Lan | Kuala Lumpur, Malaysia                                                                                    |  |
| 20:30 UTC+8                                     | - Faisal 11' | Chi tiết |          | Sân vận động: Sân vận động Quốc gia Bukit Jalil Lượng khán giả: 62,989 Trọng tài: Kim Dae-yong (Hàn Quốc) |  |

| 10 tháng 1 năm 2023 Bán kết lượt về AFF Cup 2022 | Thái Lan                                 | 3–0 | Malaysia | Pathum Thani, Thái Lan               |  |
| 19:30 UTC+7                                      | - Teerasil 19' - Bordin 55' - Adisak 71' |     |          | Sân vận động: Sân vận động Thammasat |  |

| 13 tháng 1 năm 2023 Chung kết lượt đi AFF Cup 2022 | Việt Nam                                  | 2–2 | Thái Lan                                   | Hà Nội, Việt Nam                            |  |
| 19:30 UTC+7                                        | - Nguyễn Tiến Linh 24' - Vũ Văn Thanh 88' |     | - Poramet Arjvirai 48' - Sarach Yooyen 63' | Sân vận động: Sân vận động Quốc gia Mỹ Đình |  |

| 16 tháng 1 năm 2023 Chung kết lượt về AFF Cup 2022 | Thái Lan | 1–0 | Việt Nam | Pathum Thani, Thái Lan               |  |
| 19:30 UTC+7                                        |          |     |          | Sân vận động: Sân vận động Thammasat |  |